# 1988年夏季残疾人奥林匹克运动会瑞典代表团
1988年夏季残疾人奥林匹克运动会瑞典代表团是瑞典派出的1988年夏季残疾人奥林匹克运动会代表团。获得42枚金牌、38枚银牌和23枚铜牌。